# Plage de Moya
La plage de Moya est une plage de la côte est de l'île de Mayotte, département d'outre-mer français dans le sud-ouest de l'océan Indien. Elle est située sur le territoire communal de Pamandzi. Il s’agit du point le plus à l'est de Mayotte.